# Клінтон (Теннессі)
Клінтон (англ. Clinton) — місто (англ. city) в США, в окрузі Андерсон штату Теннессі. Населення — 10 056 осіб (2020).

## Географія
Клінтон розташований за координатами 36°5′58″ пн. ш. 84°7′41″ зх. д. / 36.09944° пн. ш. 84.12806° зх. д. (36.099579, -84.128069).  За даними Бюро перепису населення США в 2010 році місто мало площу 31,14 км², з яких 29,61 км² — суходіл та 1,53 км² — водойми.

### Клімат
| Клімат : Клінтон      | Клімат : Клінтон | Клімат : Клінтон | Клімат : Клінтон | Клімат : Клінтон | Клімат : Клінтон | Клімат : Клінтон | Клімат : Клінтон | Клімат : Клінтон | Клімат : Клінтон | Клімат : Клінтон | Клімат : Клінтон | Клімат : Клінтон | Клімат : Клінтон |
| Показник              | Січ.             | Лют.             | Бер.             | Квіт.            | Трав.            | Черв.            | Лип.             | Серп.            | Вер.             | Жовт.            | Лист.            | Груд.            | Рік              |
| Середній максимум, °C | 7,2              | 10,0             | 15,6             | 21,1             | 25,0             | 28,9             | 30,6             | 30,0             | 26,7             | 21,1             | 14,4             | 8,9              | 20,0             |
| Середній мінімум, °C  | −3,9             | −2,2             | 2,2              | 6,1              | 11,1             | 15,6             | 18,3             | 17,8             | 14,4             | 7,2              | 2,2              | −1,7             | 7,2              |
| Норма опадів, мм      | 130              | 135              | 145              | 109              | 97               | 117              | 132              | 104              | 81               | 66               | 91               | 127              | 1339             |
| --------------------- | ---------------- | ---------------- | ---------------- | ---------------- | ---------------- | ---------------- | ---------------- | ---------------- | ---------------- | ---------------- | ---------------- | ---------------- | ---------------- |
| Джерело: Weatherbase  |                  |                  |                  |                  |                  |                  |                  |                  |                  |                  |                  |                  |                  |

## Демографія
Згідно з переписом 2010 року, у місті мешкала 9841 особа в 4419 домогосподарствах у складі 2746 родин. Густота населення становила 316 осіб/км².  Було 4716 помешкань (151/км²).
Расовий склад населення:
| - 94,9 % — білих - 2,0 % — чорних або афроамериканців - 0,5 % — азіатів - 0,3 % — корінних американців |

До двох чи більше рас належало 1,9 %. Частка іспаномовних становила 1,7 % від усіх жителів.
За віковим діапазоном населення розподілялося таким чином: 21,0 % — особи молодші 18 років, 59,7 % — особи у віці 18—64 років, 19,3 % — особи у віці 65 років та старші. Медіана віку мешканця становила 43,2 року. На 100 осіб жіночої статі у місті припадало 88,8 чоловіків;  на 100 жінок у віці від 18 років та старших — 84,6 чоловіків також старших 18 років.
Середній дохід на одне домашнє господарство  становив 51 511 долар США (медіана — 40 729), а середній дохід на одну сім'ю — 63 069 доларів (медіана — 51 588). Медіана доходів становила 50 635 доларів для чоловіків та 32 485 доларів для жінок. За межею бідності перебувало 13,4 % осіб, у тому числі 27,8 % дітей у віці до 18 років та 9,2 % осіб у віці 65 років та старших.
Цивільне працевлаштоване населення становило 4128 осіб. Основні галузі зайнятості: освіта, охорона здоров'я та соціальна допомога — 24,6 %, виробництво — 19,0 %, роздрібна торгівля — 11,7 %, науковці, спеціалісти, менеджери — 11,2 %.